# Bloomfield-Stadion
Das Bloomfield-Stadion (hebräisch אִצְטַדְיוֹן בְּלוּמְפילְד Itzṭadjōn Blūmfīld) ist ein Fußballstadion in der israelischen Großstadt Tel Aviv-Jaffa. Die Anlage wurde nach den Gebrüdern Bernard und Louis Bloomfield benannt, die das Stadion finanzierten.

## Geschichte
Das Einweihungsspiel fand am 12. Oktober 1962 zwischen Hapoel Tel Aviv und Shimshon Tel Aviv statt. Am 2. Dezember 1962 fand das festliche Freundschaftsspiel zwischen Hapoel Tel Aviv und FC Twente Enschede statt.
Die drei israelischen Fußballerstligisten Hapoel Tel Aviv, Maccabi Tel Aviv und Bne Jehuda Tel Aviv sowie die drei Fußballzweitligisten Beitar Tel Aviv, Shimshon Tel Aviv und Maccabi Jaffa bestreiten ihre Heimspiele in diesem Stadion. Das Sitzplatzstadion fasste früher insgesamt 14.413 Zuschauer, darunter sind 690 V.I.P.-Plätze. Hinzu kommen 52 Plätze auf der Pressetribüne. 2.157 Plätze sind für die Gästefans reserviert.
Nach der zweijährigen Renovierung von 2008 bis 2010 wurde die Spielstätte im September in die UEFA-Stadionkategorie 4 eingeordnet. Damit können im Bloomfield-Stadion auch Champions-League-Spiele stattfinden.
Ab Mitte 2017 wurde das Stadion auf 29.400 Plätze erweitert und die Ränge überdacht. Die Arbeiten für 275 Mio. ILS (rund 68 Mio. Euro) wurden 2019 abgeschlossen. In der Umbauphase mussten die im Stadion ansässigen Mannschaften in andere Stadien ausweichen. Die Fertigstellung war für den Mai 2019 angestrebt. Die Wiedereröffnung und die erste Partie fanden am 25. August 2019 zum ersten Spieltag der neuen Saison statt. Bne Jehuda Tel Aviv bezwang Hapoel Ironi Kirjat Schmona mit 2:1.